# Charles André
Pour les articles homonymes, voir Charles André (homonymie) et André.
Charles André (Nancy, 21 août 1841 - Nancy, 28 septembre 1928) est un architecte français.

## Biographie
Fils de l'entrepreneur François André (1811-1904) et père de l'architecte Émile André, Charles André était architecte départemental. Il a organisé l'exposition d'art décoratif, qui s'est tenue en juin 1894 à Nancy et qui a marqué les débuts de l'École de Nancy.
Charles André est l'auteur, avec son fils Émile et Eugène Vallin, des magasins Vaxelaire à Nancy construits entre 1899 et 1901 à l'angle de la rue Saint-Jean et de la rue Raugraff. Immeuble inscrit le 25 février 1994 au titre des monuments historiques.

## Réalisations
- ancien magasin Vaxelaire à Nancy, classé monument historique[4]
- liste des réalisations [5]

édifice construit par Charles André
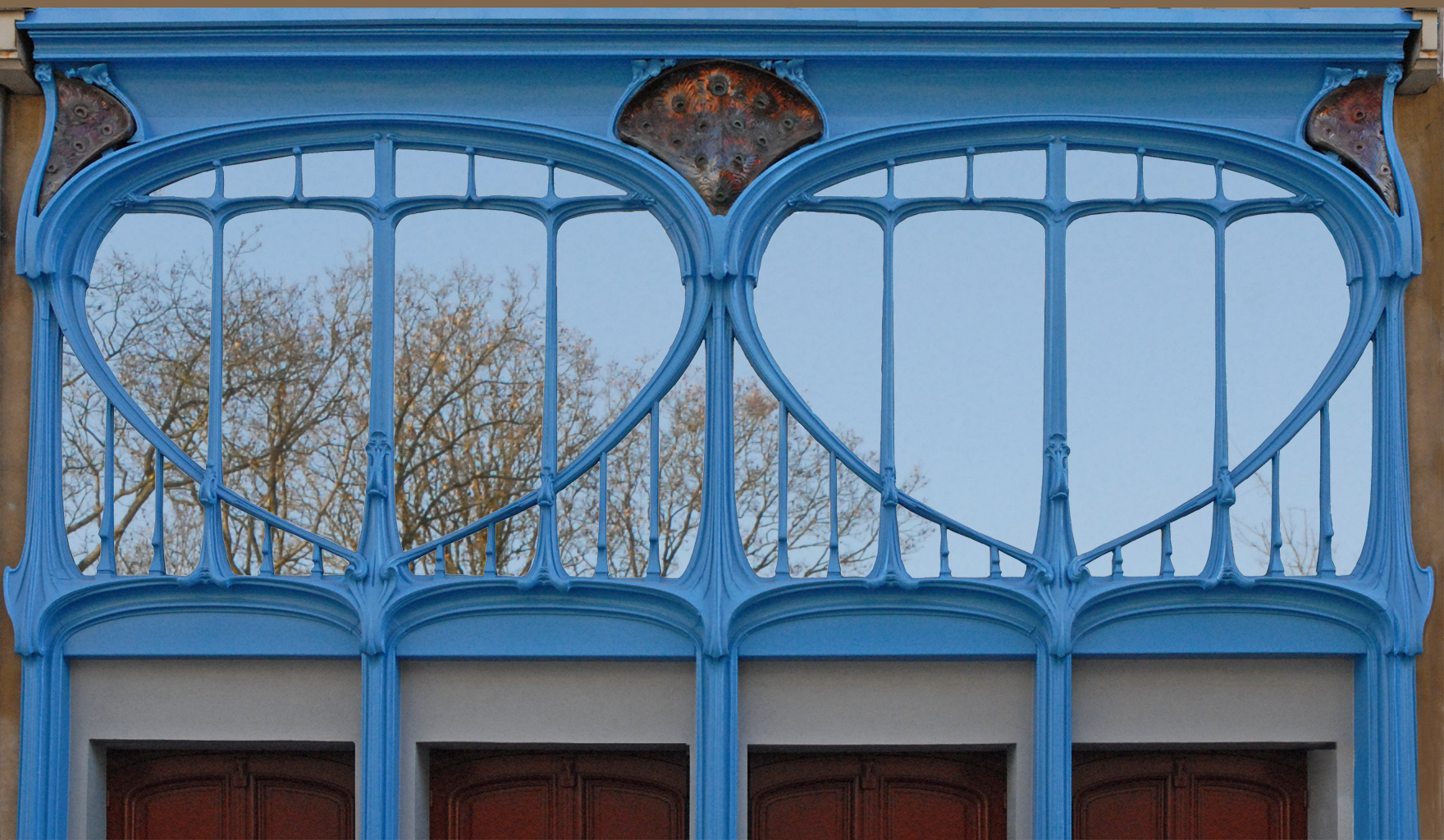
Ancien magasin Vaxelaire & Cie.